# Університет народу
Universtiy of the People (UoPeople) — приватний вищий навчальний заклад в США з гнучкою системою отримання стипендії. Акредитований WASC та DAEC. Випускники отримують дипломи американського зразка, що визнаються у всьому світі. Навчання здійснюється в онлайн-кампусі. Головний офіс в Пасадені, округ Лос-Анджелес, Каліфорнія.

## Програми навчання
Проводиться навчання за двома програмами:
- Бізнес-управління (BA, Business Administration), диплом молодшого спеціаліста чи бакалавра.
- Наука про комп'ютер (CS, Computer Science), диплом молодшого спеціаліста чи бакалавра.